# Кульбакине

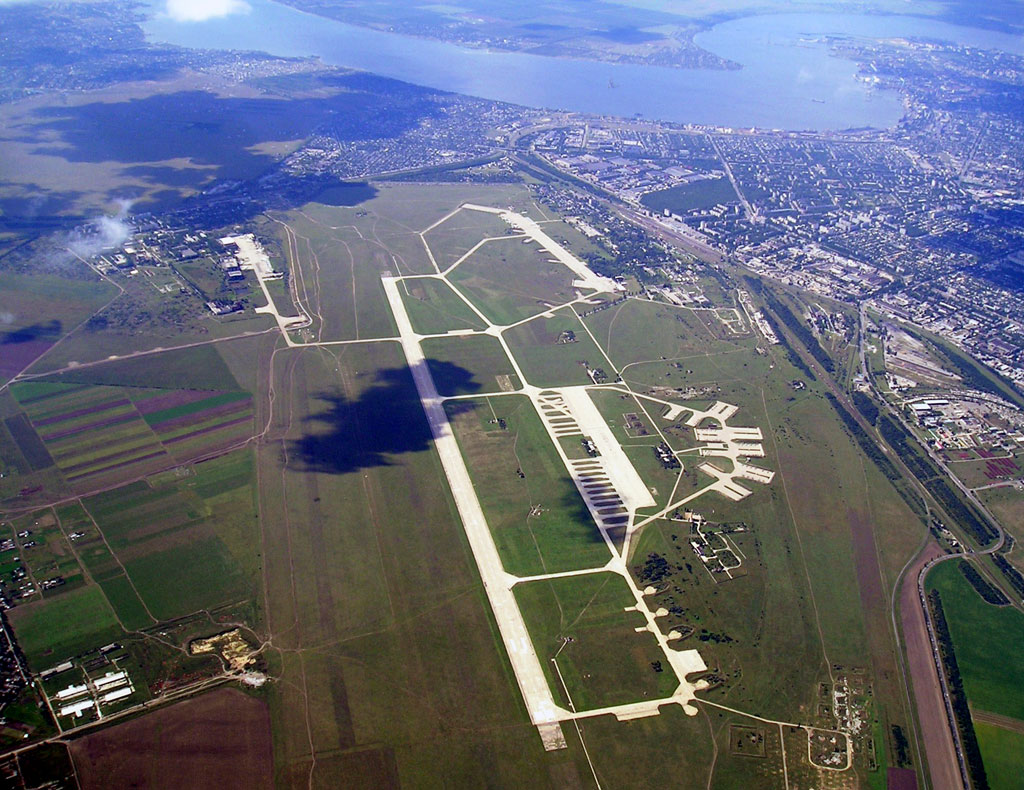
В центрі — Аеродром Кульбакине, лівіше, з'єднаний з ним дорогою — мікрорайон Кульбакине

Кульбакине — мікрорайон Миколаєва, є складовою частиною Корабельного району. Знаходиться на південному сході міста.
В мікрорайоні розташований військовий аеродром Авіабаза Кульбакине.

## Статистичні дані

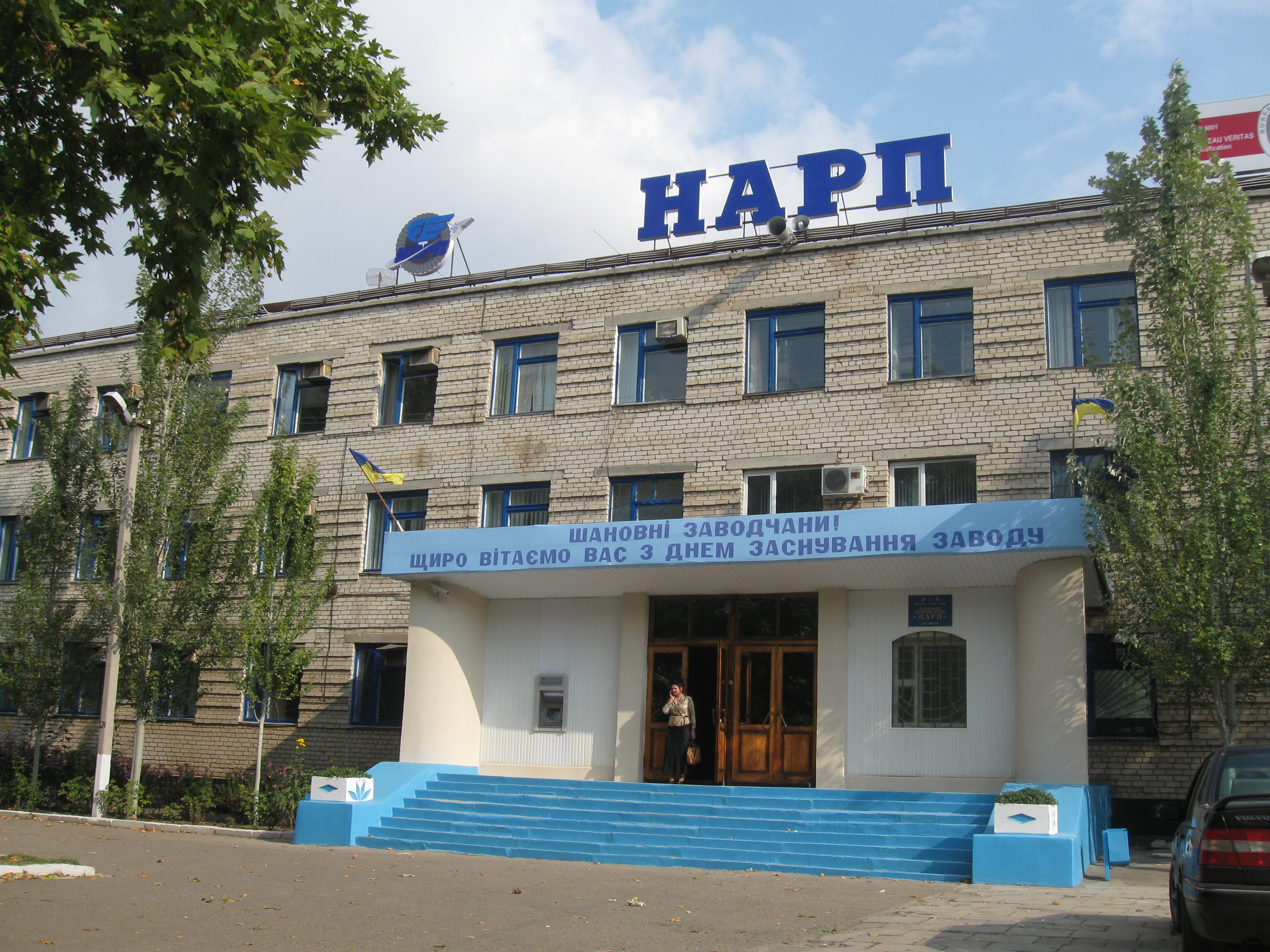
Миколаївський авіаремонтний завод

Загальна площа — близько 100 га. Станом на 1 січня 2009 р. чисельність населення становила 5 367 людей.

## Історія

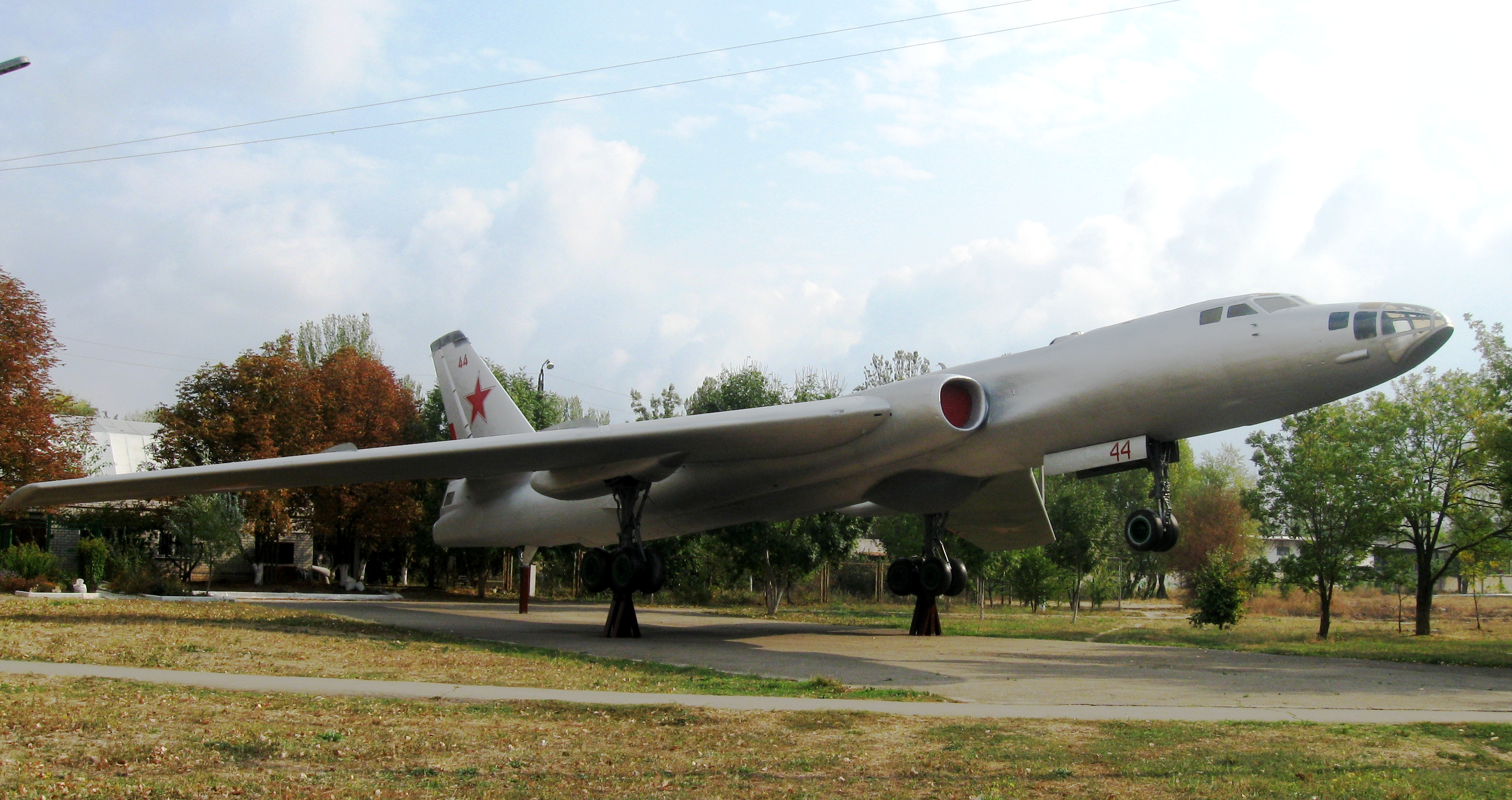
Пам'ятник-літак Ту-16РМ біля входу на Миколаївський авіаремонтний завод

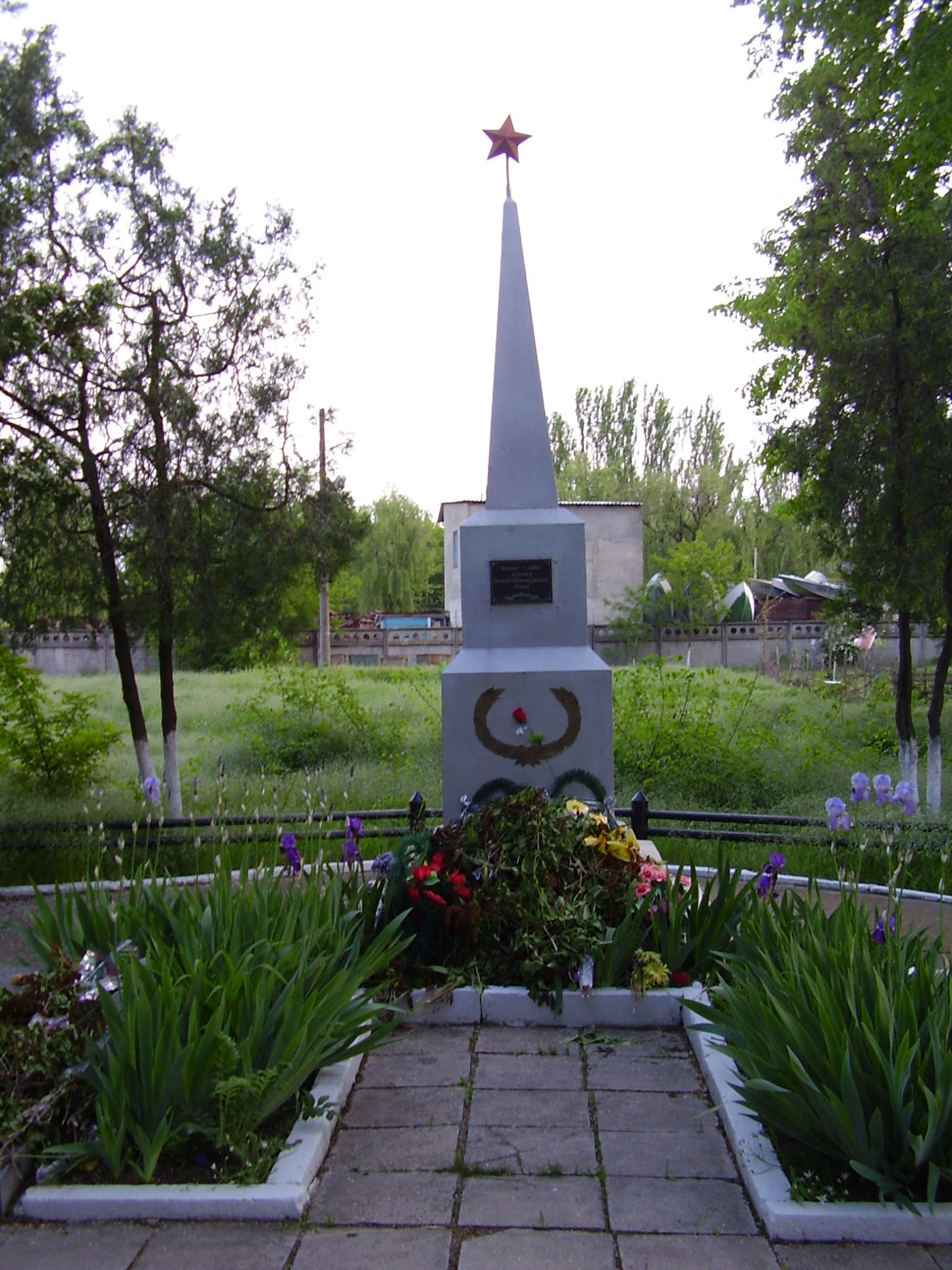
Братська могила радянських воїнів, які загинули під час визволення Миколаєва від фашистських загарбників в Кульбакиному

Розвиток мікрорайону починається з часу розміщення в селищі Кульбакине авіаремонтного заводу «НАРП» (колишня в/ч 6983).
Разом з активним розвитком підприємства, будівництвом промислових приміщень, цехів, ангарів значна увага приділялась розвитку соціальної сфери. Для працівників та військовослужбовців у 1968 році було збудовано перший багатоповерховий будинок по вулиці Райдужній, 43.
За рахунок коштів заводу було збудовано школу, дитячий садочок, магазини, клуб, пошту, бібліотеку.

## Сучасність
На даний час на території мікрорайон Кульбакине налічується 30 багатоповерхових будинків та приблизно 90 будинків приватного сектора. У мікрорайоні діють загальноосвітня школа № 44 [Архівовано 14 липня 2014 у Wayback Machine.] та дитячий садочок № 130. Охорону здоров'я здійснює сімейна амбулаторія від міської поліклініки № 2. Культурне обслуговування населення здійснюють бібліотека та будинок культури.
Торгове обслуговування населення мікрорайону здійснюють 38 підприємств, серед них: 12 магазинів, 8 підприємств громадського харчування, 7 торговельних павільйонів, інші послуги надають 14 об'єктів.
У мікрорайоні діє спортивний комплекс заводу, де є можливість займатися волейболом, баскетболом та футболом. У частині приміщення комплексу розміщено храм Серафима Саровського чудотворця.
По вулиці Знам'янській, 51 знаходиться опорний пункт міліції.

## Авіабаза
У Кульбакине розташований військовий аеродром Авіабаза Кульбакине. На аеродромі дислокується Миколаївський спеціалізований центр бойової підготовки авіаційних фахівців ЗСУ і 299-та бригада тактичної авіації.

## Транспорт
До мікрорайону «Кульбакине» прямують маршрутні таксі № 5, 10, 26, 29, 78.
Найближча зупинка трамвая «Широка Балка», на якій зупиняються трамвайні маршрути № 1, 7.
Через Кульбакине пролягає залізнична лінія, на якій розташована однойменна станція. До повномасштабного російського вторгнення в Україну курсували приміські дизель-поїзди сполученням Миколаїв-Вантажний — Вадим (через станцію Херсон). Місцеві мешканці (особливо пільговики) іноді користувалися поїздом, щоб швидко дістатися в місто.
6 грудня 2024 року відкритий новий тролейбусний маршрут № 1 (мікрорайон «Північний» — мікрорайон «Кульбакине», який обслуговують тролейбуси з автономним ходом.

## Основні вулиці мікрорайону
- Знам'янська вулиця
- Райдужна вулиця
- Вокзальна вулиця